# Petrohrad
Petrohrad (en allemand : Petersburg) est une commune du district de Louny, dans la région d'Ústí nad Labem, en Tchéquie. Sa population s'élevait à 637 habitants en 2021.

## Géographie
Petrohrad se trouve à 6 km au sud-sud-est de Kryry, à 36 km au sud-ouest de Louny, à 74 km au sud-ouest d'Ústí nad Labem et à 72 km à l'ouest de Prague.
La commune est limitée par Kryry au nord, par Kolešov et Hořovičky à l'est, par Jesenice au sud-est et au sud, par Krty au sud-ouest, et par Kryry et Vroutek à l'ouest.

## Histoire
L'origine de la localité remonte à 1360.

## Administration
La commune se compose de trois quartiers :
- Bílenec
- Černčice
- Petrohrad

## Galerie

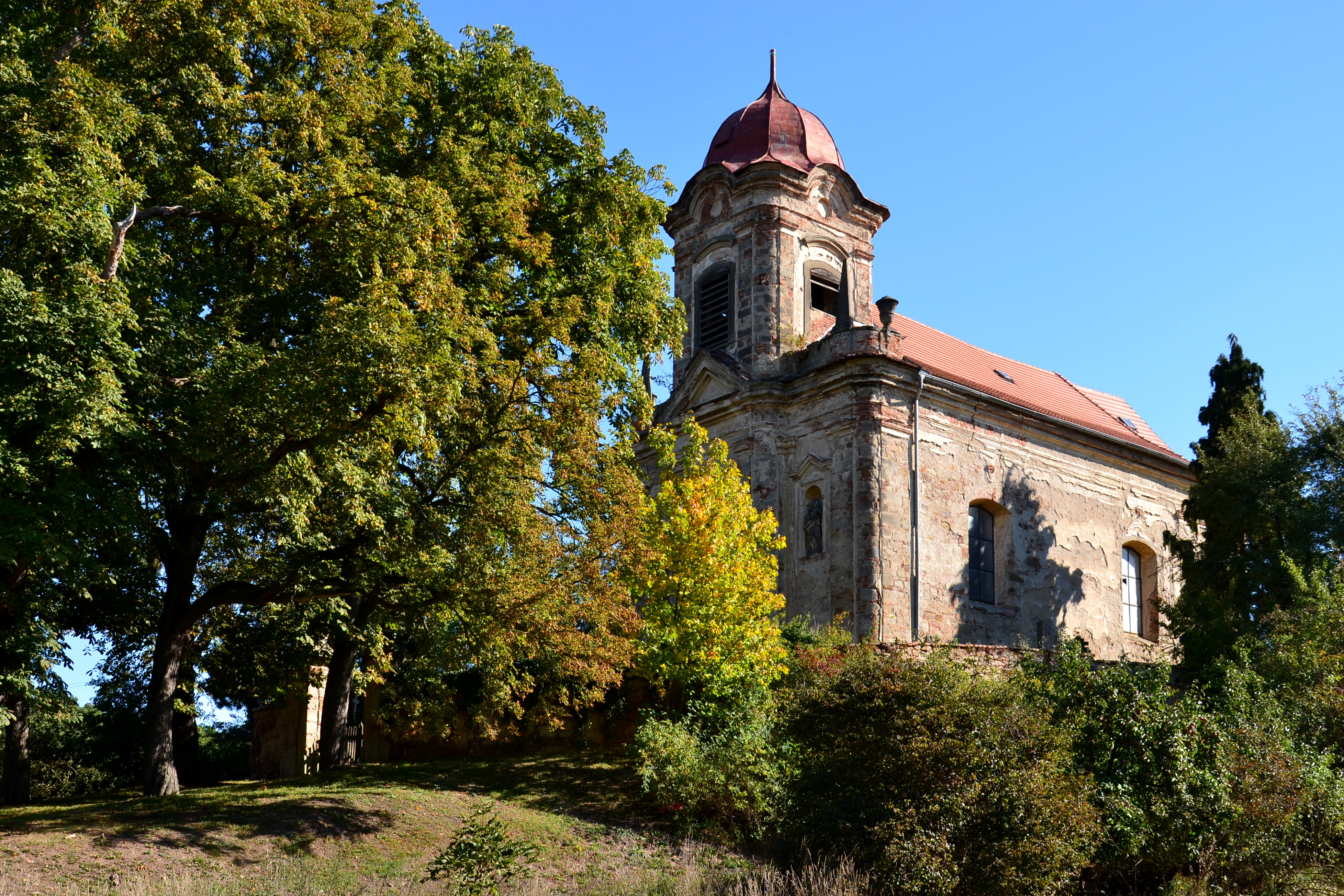
Église Sainte-Marie-Magdeleine à Bílenec.
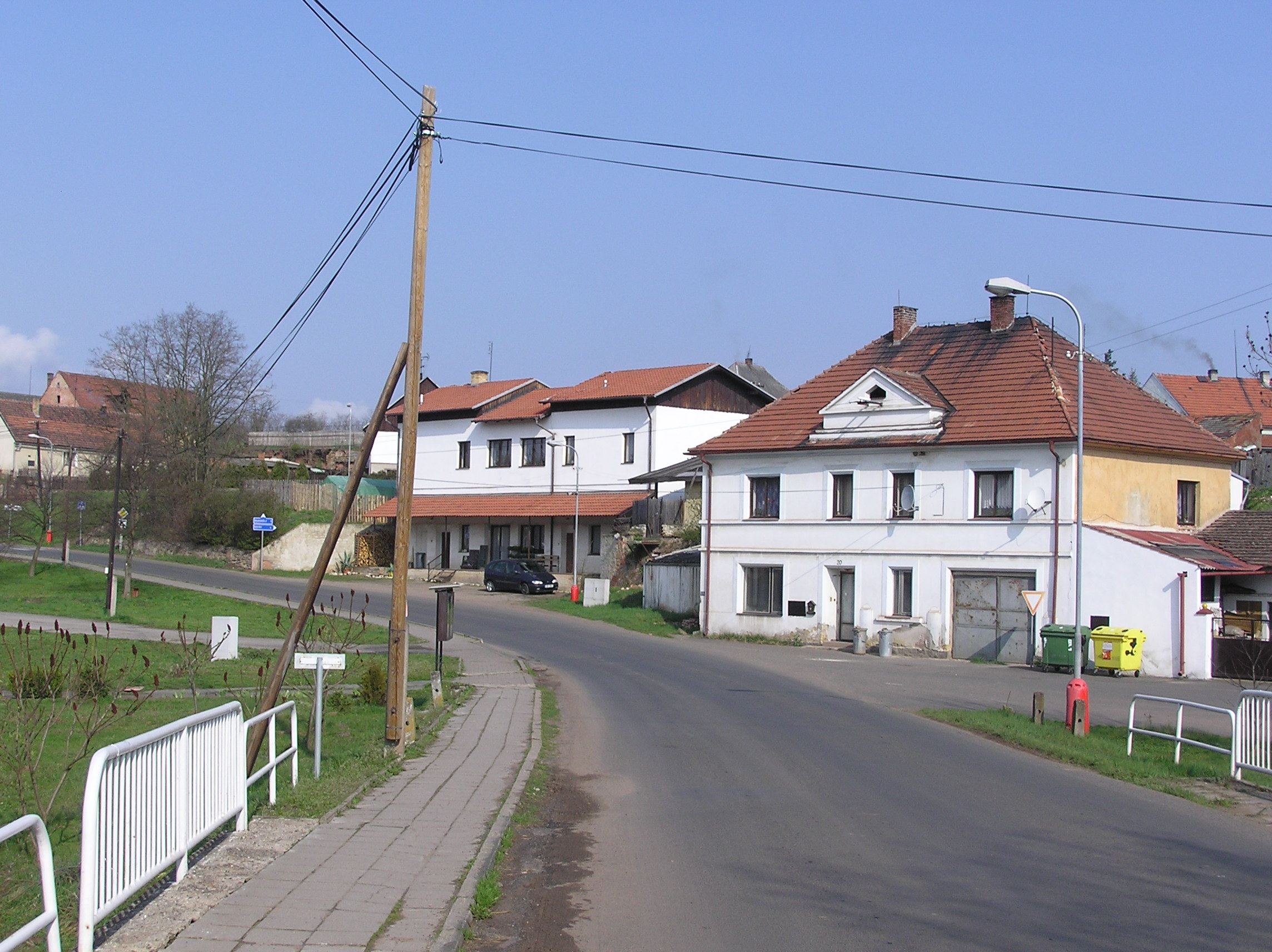
Černčice : rue principale.
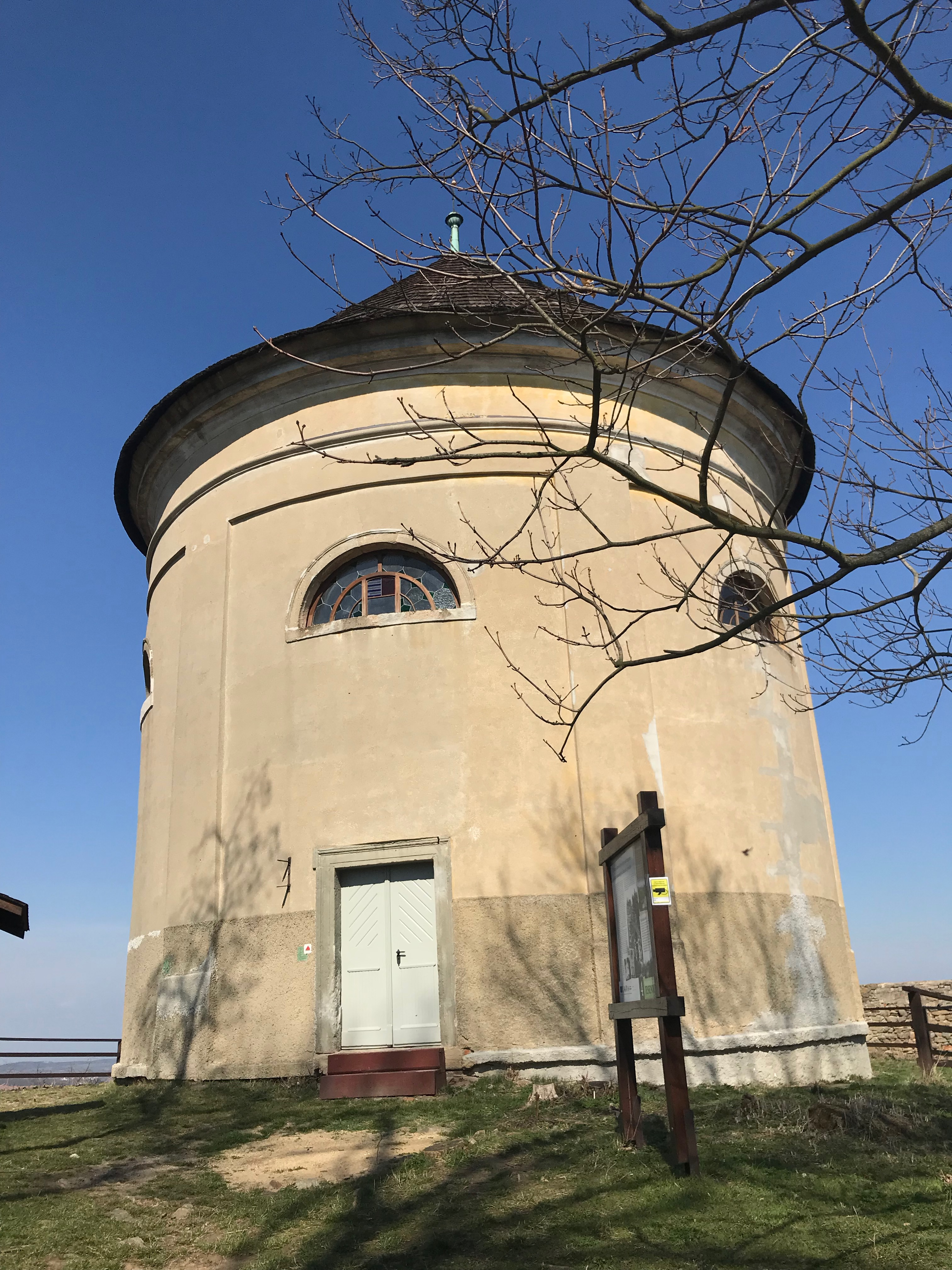
Chapelle de Tous-les-Saints à Petrohrad.

## Transports
Par la route, Petrohrad se trouve à 15 km de Podbořany, à 26 km de Rakovník, à 50 km de Louny, à 80 km de Prague et à 95 km d'Ústí nad Labem.